# Andraž Šporar
Andraž Šporar (Ljubljana, 1994. február 27. –) szlovén válogatott labdarúgó, a török Alanyaspor csatára.

## Pályafutása

### Klubcsapatokban
Šporar a szlovén fővárosban, Ljubljanában született. Az ifjúsági pályafutását a helyi Olimpija Ljubljana és MNK Ljubljana csapatában kezdte, majd 2009-től az Interblock Ljubljana akadémiájánál folytatta.
2011-ben mutatkozott be az Interblock Ljubljana felnőtt keretében. 2012-ben az első osztályban szereplő Olimpija Ljubljana szerződtette. A 2015–16-os szezonban a 18 mérkőzésen elért 17 góljával megszerezte a gólkirályi címet. 2016 januárjában a svájci Baselhez igazolt. A 2017–18-as idény első felében a német Arminia Bielefeldnél szerepelt kölcsönben. 2018. január 3-án a szlovák Slovan Bratislavához csatlakozott. A 2018–19-es és 2019–20-as szezonban is megszerezte a szlovák bajnokság gólkirályi címét.
2020 januárjában a portugál Sportinggal kötött szerződést. Először 2020. január 27-én, a Marítimo ellen lépett pályára. Február 20-án, az İstanbul Başakşehir elleni Európa-liga mérkőzésen megszerezte első gólját a klub színeiben. Három nappal később, a Boavista elleni bajnokin is eredményes volt. 2021 januárja és 2022 nyara között a szintén portugál Braga és az angol Middlesbrough csapatát erősítette kölcsönben. 2022. július 27-én a görög Panathinaikósz, majd 2025. február 11-én a török Alanyaspor szerződtette.

### A válogatottban
Šporar az U19-es, az U20-as és az U21-es korosztályú válogatottakban is képviselte Szlovéniát.
2016-ban debütált a felnőtt válogatottban. Először a 2016. november 11-ei, Málta elleni VB-selejtezőn lépett pályára. Első gólját 2019. március 21-én, az Izrael ellen 1–1-es döntetlennel zárult EB-selejtezőn szerezte meg.

## Statisztika

### A válogatottban
| Válogatott | Év       | Pályára lépés | Gól |
| ---------- | -------- | ------------- | --- |
| Szlovénia  | 2016     | 2             | 0   |
| Szlovénia  | 2017     | 2             | 0   |
| Szlovénia  | 2018     | 7             | 0   |
| Szlovénia  | 2019     | 8             | 2   |
| Szlovénia  | 2020     | 5             | 0   |
| Szlovénia  | 2021     | 10            | 3   |
| Szlovénia  | 2022     | 8             | 2   |
| Szlovénia  | 2023     | 7             | 3   |
| Szlovénia  | 2024     | 12            | 2   |
| Összesen   | Összesen | 61            | 12  |

#### Góljai a válogatottban
| #  | Időpont              | Helyszín                              | Ellenfél       | Gólok | Eredmény | Kiírás                     |
| -- | -------------------- | ------------------------------------- | -------------- | ----- | -------- | -------------------------- |
| 1  | 2019. március 21.    | Sammy Ofer Stadion, Haifa, Izrael     | Izrael         | 1–0   | 1–1      | 2020-as EB-selejtező       |
| 2  | 2019. szeptember 6.  | Stožice Stadion, Ljubljana, Szlovénia | Lengyelország  | 2–0   | 2–0      | 2020-as EB-selejtező       |
| 3  | 2021. június 4.      | Bonifika Stadion, Koper, Szlovénia    | Gibraltár      | 1–0   | 6–0      | Barátságos mérkőzés        |
| 4  | 2021. június 4.      | Bonifika Stadion, Koper, Szlovénia    | Gibraltár      | 3–0   | 6–0      | Barátságos mérkőzés        |
| 5  | 2021. október 8.     | Nemzeti Stadion, Ta’ Qali, Málta      | Málta          | 2–0   | 4–0      | 2022-es VB-selejtező       |
| 6  | 2022. szeptember 24. | Stožice Stadion, Ljubljana, Szlovénia | Norvégia       | 1–1   | 2–1      | 2022–23-as Nemzetek Ligája |
| 7  | 2022. november 17.   | Kolozsvár Aréna, Kolozsvár, Románia   | Románia        | 2–0   | 2–1      | Barátságos mérkőzés        |
| 8  | 2023. június 19.     | Stožice Stadion, Ljubljana, Szlovénia | Dánia          | 1–0   | 1–1      | 2024-es EB-selejtező       |
| 9  | 2023. szeptember 7.  | Stožice Stadion, Ljubljana, Szlovénia | Észak-Írország | 1–0   | 4–2      | 2024-es EB-selejtező       |
| 10 | 2023. szeptember 7.  | Stožice Stadion, Ljubljana, Szlovénia | Észak-Írország | 4–2   | 4–2      | 2024-es EB-selejtező       |
| 11 | 2024. március 21.    | Nemzeti Stadion, Ta’ Qali, Málta      | Málta          | 1–0   | 2–2      | Barátságos mérkőzés        |
| 12 | 2024. június 8.      | Stožice Stadion, Ljubljana, Szlovénia | Bulgária       | 1–1   | 1–1      | Barátságos mérkőzés        |

## Sikerei, díjai
Olimpija Ljubljana
- 1. SNL
  - Ezüstérmes (1): 2012–13

- Szlovén Szuperkupa
  - Döntős (2): 2012, 2013

 Basel
- Super League
  - Bajnok (2): 2015–16, 2016–17

- Svájci Kupa
  - Győztes (1): 2016–17

 Slovan Bratislava
- 1. liga
  - Bajnok (1): 2018–19
  - Ezüstérmes (1): 2017–18

- Szlovák Kupa
  - Győztes (1): 2017–18

 Sporting
- Portugál Kupa
  - Győztes (1): 2020–21

- Portugál Ligakupa
  - Győztes (1): 2020–21

- Portugál Szuperkupa
  - Győztes (1): 2021

 Panathinaikósz
- Super League Greece
  - Ezüstérmes (1): 2022–23

- Görög Kupa
  - Győztes (1): 2023–24

Egyéni
- A szlovén első osztály gólkirálya: 2015–16 (17 góllal)
- A szlovák első osztály gólkirálya: 2018–19 (29 góllal), 2019–20 (12 góllal)
- 1. liga — Az Év Játékosa: 2018–19
- 1. liga — A Hónap Játékosa: 2018 november/december, 2019 május, 2019 november/december
- Super League Greece — A Hónap Játékosa: 2022 augusztus